# Paula Contreras
Francisca de Paula Contreras Márquez, conocida popularmente como "Doña Paquita", (Aldea de Los Zapateros, 8 de enero de 1911-Puerto Real, 3 de febrero de 2008) fue una escritora y maestra española.

## Trayectoria
Nació en Aldea de Los Zapateros, actualmente Moriles (Córdoba), en una familia de agricultores, siendo la menor de cuatro hijas. Tuvo una vocación literaria muy temprana y la influencia de su contacto con la naturaleza y el medio rural se vio reflejada en sus obras. Antes de saber escribir, ya inventaba historias que narraba a sus compañeras de colegio, aunque les decía que se las había contado su abuelo.
A los 14 años, comenzó a enviar pequeños artículos a periódicos en Lucena (Córdoba) y Puertollano (Ciudad Real). Además, elaboraba crónicas casi diarias sobre eventos en Moriles que remitía a la prensa de Córdoba. Estudió Magisterio en la Escuela Normal de Córdoba capital y, durante la década de 1930, trabajó como maestra en Dos Torres (Córdoba) y posteriormente en la Maternal Modelo de Córdoba. Obtuvo una posición fija por oposición en Ubrique (Cádiz) y se trasladó allí. Durante la Guerra Civil, contrajo matrimonio con Fermín Sánchez de Medina, un farmacéutico de Puerto Real, a donde se trasladaron en 1941.
A pesar de dejar su labor como maestra en la escuela pública, nunca abandonó su pasión por la enseñanza y continuó compartiendo sus conocimientos en asociaciones locales o en tutorías particulares. Su talento para la escritura se reflejó en su primera novela, El brujo del tiempo, cuya trama se desarrolla en Puerto Real. A esta obra le siguieron otras notables como Cangilones de noria y El majuelo, ambientadas en su Moriles natal. Uno de los momentos más destacados de su carrera fue cuando su novela Historia de un pueblo sin historia se convirtió en finalista del prestigioso Premio Nadal en 1954.
A lo largo de su vida, escribió once novelas, treinta cuentos infantiles y más de diez relatos, incluyendo una novela inacabada titulada La botica de la calle de la plaza, que proporciona una crónica de la década de 1940. Su familia se ha encargado de preservar su legado, digitalizando sus escritos y trabajando en la reedición de algunas de sus obras.

## Obra
- 1950 – El brujo del tiempo.
- 1951 – Cangilones de noria.
- 1952 – Historias de un pueblo sin historia. Con Prólogo de Federico Mayor Zaragoza.
- 1952 – El Majuelo.
- 1957 – Americanos en Rota.
- 1962 – La chavala.
- 1967 – Una aventura sin importancia.
- 1992 – Laguna grande.
- 1995 – Moriles, trazos de su historia.
- La botica de la calle de la plaza (inacabada, últimos años)
- Un mes de permiso (sin fecha)

## Reconocimientos
En 1954, Contreras fue finalista del premio Nadal por su obra Historias de un pueblo sin historia, centrada en Moriles, una obra a la que luego añadió Laguna Grande y Moriles, trozos de su historia, completando así una trilogía sobre su lugar de nacimiento.
A título póstumo, Contreras fue homenajeada en 2013 con la creación de una ruta literaria en la localidad de Moriles, población que quedó plasmada en muchas de sus obras destacadas, y donde una Casa de la Cultura lleva su nombre. Dos años después, en 2015, fue nombrada hija predilecta de Puerto Real, como reconocimiento a su participación activa en el fomento de la cultura en la provincia de Cádiz.
El legado literario de Contreras fue organizado, descrito y digitalizado y está accesible desde 2019 en la web municipal del Ayuntamiento de Puerto Real, donde se puede consultar online su producción literaria, así como entrevistas, correspondencia y diverso material gráfico y audiovisual.